# 해파리나무

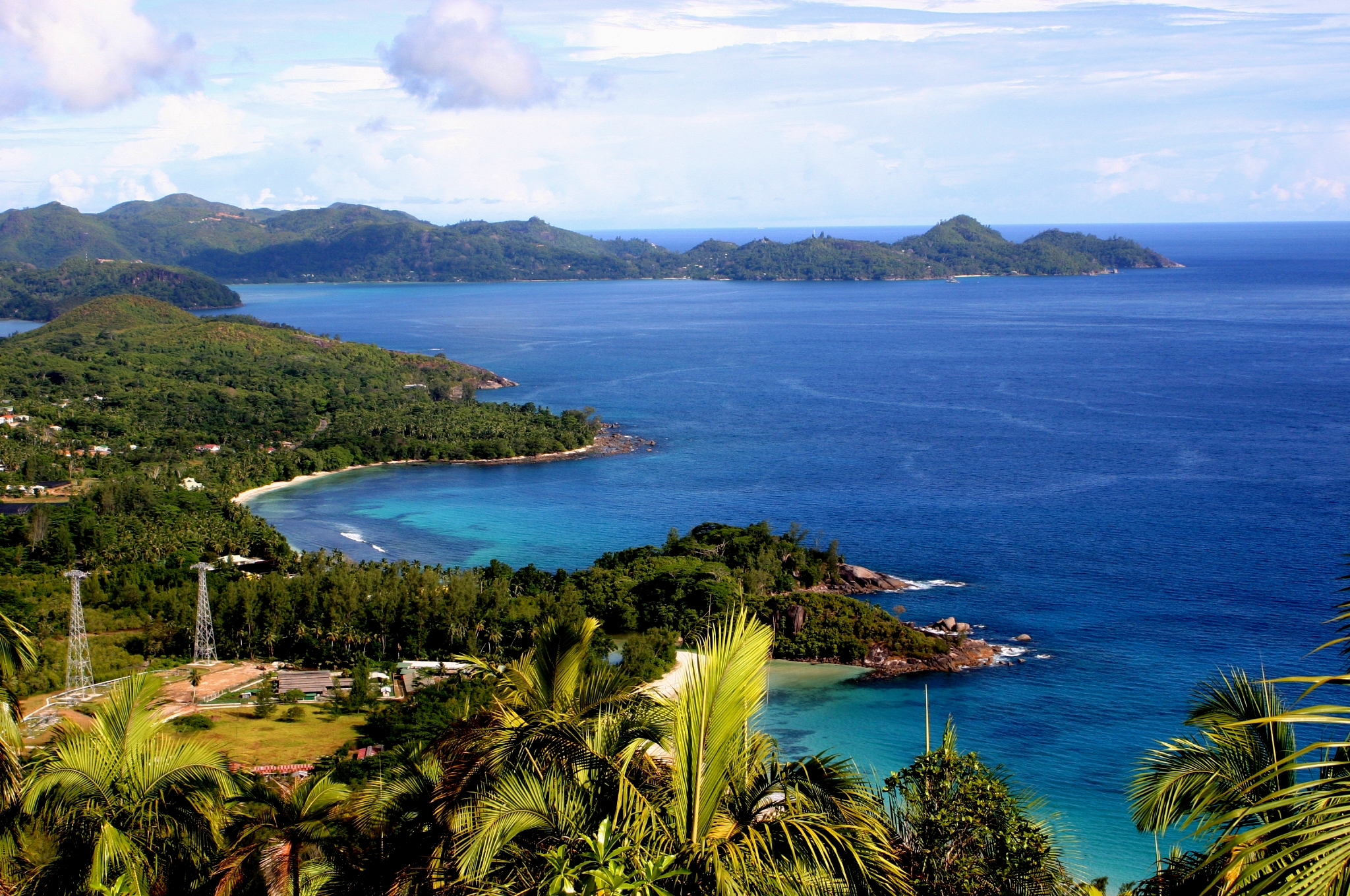
마에 섬, 해파리나무의 고향

해파리나무(Medusagyne oppositifolia)는 세이셸의 마에 섬에 자생하는 속씨식물이다. 멸종 위기종이자 독특한 나무이다. 해파리나무속(Medusagyne)의 유일종이다. 이 종은 1970년대에 발견되기 전까지는 멸종된 것으로 간주되던 종이었다.
꽃의 암술은 해파리의 촉수를 닮아서, 해파리나무로 불린다. 이 식물은 건조한 기후의 습한 다도해 지역에 많이 적응해 분포하고 있다. 가뭄에 견디는 내한성을 지니고 있으며, 바람을 통해 씨앗을 퍼뜨린다. 이 식물의 기원은 곤드와나 대륙인 것으로 추측하고 있다.
해파리나무속(Medusagyne)은 오크나과에 포함되며, 예를 들어 속씨식물 계통발생 그룹(APG)의 분류는 가끔 단형과인 해파리나무과(Medusagynaceae)로 간주하기도 한다. 작은 열대 아메리카의 쿠이나과 또한 넓은 의미에서 오크나과에 포홤된다.